# 生駒利勝
生駒 利勝（いこま としかつ）は、江戸時代の尾張藩士、尾張生駒家第6代当主。
尾張藩士肥田孫左衛門の長子だったが、母方祖父の生駒利豊が男子に恵まれず、利豊の養子として生駒宗家を継ぐ（肥田家は次子が継ぐ）。
尾張藩2代藩主徳川光友に仕え、3代藩主綱誠の傳役を務めた。尾張生駒家中興の祖と呼ばれる。
元禄7年（1694年）、66歳で死去した。